# Kościół św. Józefa w Hamburgu

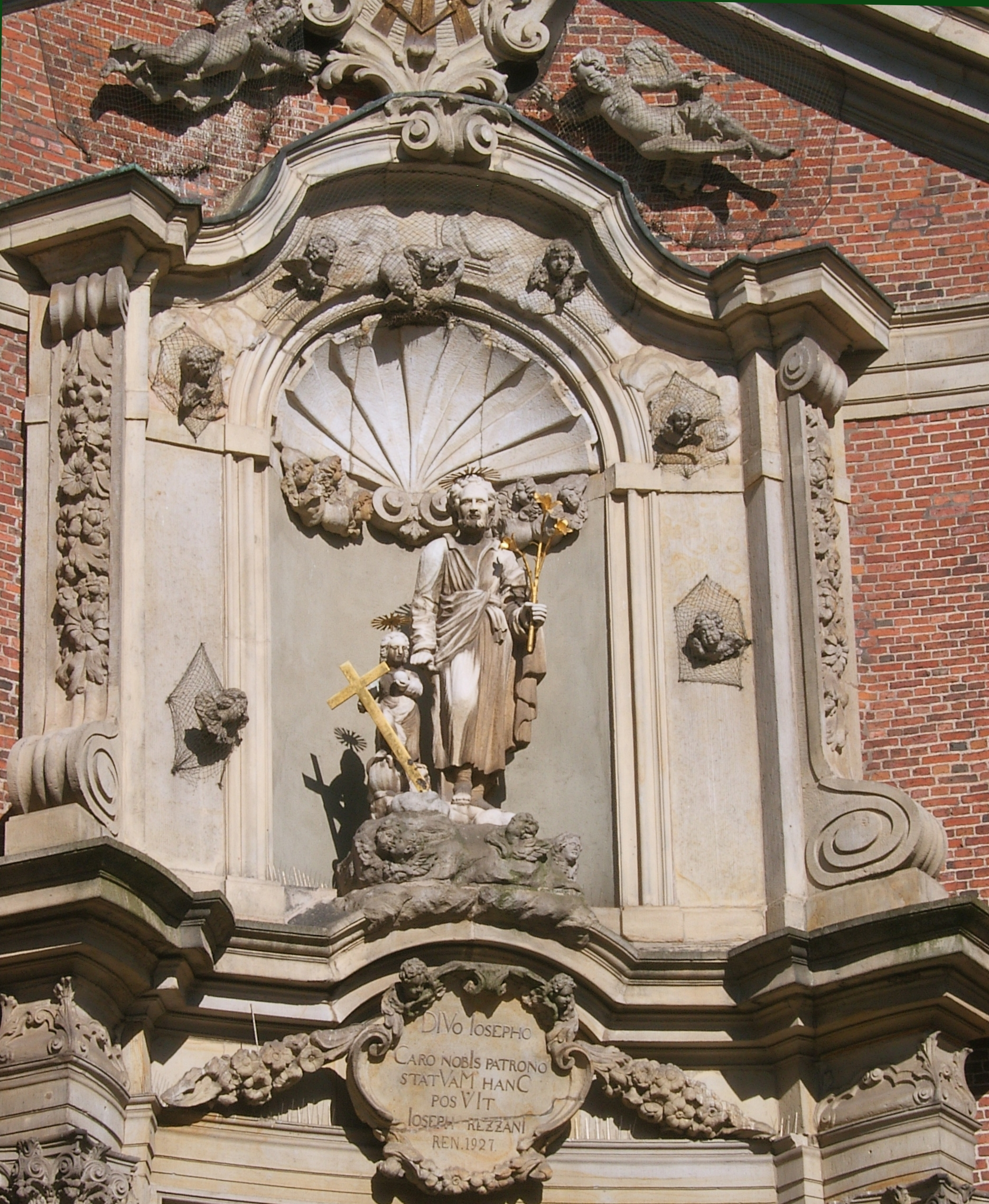
Święty Józef z Dzieciątkiem nad portalem

Kościół św. Józefa w Hamburgu (niem. St.-Joseph-Kirche) – kościół rzymskokatolicki w Hamburgu, położony przy ul. Große Freiheit 41 w okręgu administracyjnym Altona, obecnie dzielnica St. Pauli. Wybudowany został w latach 1718–1721 według projektu architekta Melchiora Tatza. Jest pierwszym katolickim kościołem zbudowanym w Europie północnej po nastaniu reformacji, a jego parafia jest najstarszą katolicką parafią w północnych Niemczech.

## Historia wspólnoty katolickiej przy ul. Große Freiheit w Altonie
Altona, dziś najbardziej na zachód wysunięty okręg administracyjny Hamburga, była aż do XX w. samodzielnym miastem, należącym do księstwa Holsztyn. Chociaż Altona i Holsztyn należały de iure do Cesarstwa, to księstwem od roku 1640 zarządzali królowie duńscy. Król Fryderyk III jako książę Holsztynu nadał w roku 1658 katolickiej wspólnocie Altony przywilej wolności wyznania i wyznaczył miejsce do budowy świątyni przy Große Freiheit. Nazwa ulicy była symboliczna: duńscy królowie uznali istniejące korzyści mieszkańców Altony wynikające z faktu, iż mogli oni w swoim mieście, w przeciwieństwie do sąsiedniego Hamburga, cieszyć się wolnością handlową i religijną. Ponieważ rzemieślnicy i drobni przedsiębiorcy, również bez członkostwa w cechach oraz uchodźcy religijni dostali w Altonie możliwość pracy, przyczynili się przez to do pomyślnego rozwoju miasta.
Katolicka parafia w Altonie została założona ok. 1594 roku, a od 1660 zaczęła budować kaplicę przy Grosse Freiheit. Ten pierwszy kościół został zniszczony przez pożar Altony w 1713 roku, podczas wielkiej wojny północnej. Po 1718 roku wybudowano drugi kościół dedykując go św. Józefowi.

## Kościół katolicki pw. św. Józefa

### Historia i architektura
Budowa nowego kościoła rozpoczęła się w 1718 roku i trwała do 1721. Nadzór nad robotami budowlanymi powierzono pochodzącemu z monarchii habsburskiej architektowi Melchiorowi Tatzowi. Ponieważ kościół jest nieco cofnięty w stosunku do linii zabudowy, znajduje się przed nim niewielki placyk, z którego wybiega prostopadle ulica Schmuckstraße, tworząc oś widokową na jego barokową fasadę. Kościół został zbudowany z cegły jako założenie salowe. Barokowa, łukowato uformowana fasada, wykonana została z piaskowca w oparciu o wzory włoskie. Z potężnym, zwieńczonym figurą św Józefa i otoczonym wysokimi oknami portalem oraz z ozdobionym wolutami szczytem stanowi ona jeden z najważniejszych przykładów sztuki barokowej na terenie Hamburga i okolic. Kościół posiadał niegdyś wartościowe, barokowe wyposażenie, które jednak w dużej mierze przepadło podczas II wojny światowej. Przyległą plebanię wybudował w 1717 roku architekt miejski Claus Stallknecht.

### Czasy kardynała Louisa-Josepha de Montmorency-Lavala

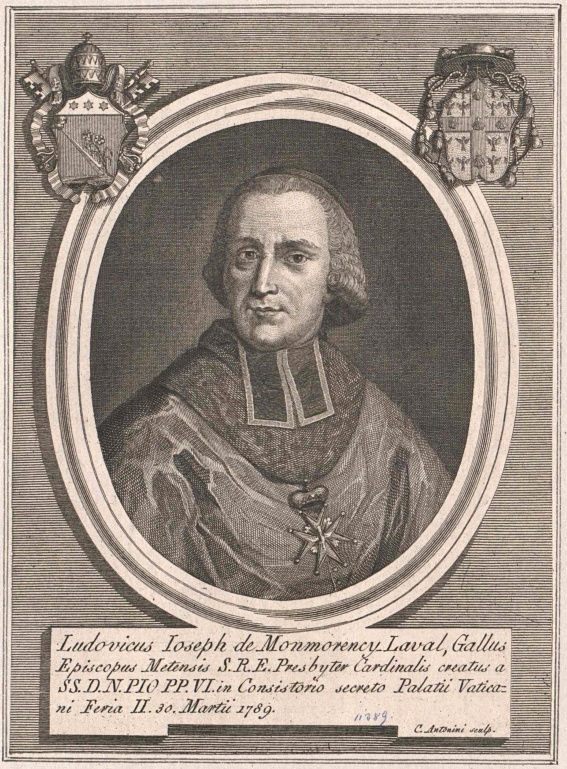
Kardynał Louis-Joseph de Montmorency-Laval

Od 1796 roku aż do śmierci w 1808 roku sprawował posługę duszpasterską w kościele św. Józefa francuski kardynał, książę-biskup diecezji Metz Louis-Joseph de Montmorency-Laval (1725–1808), żyjący po 1791 na wygnaniu w krajach niemieckich.
O jego życiu w Altonie niewiele wiadomo. Kiedy tam przybył, miał ok. 72 lat. Zapamiętano go, jak chodził ulicami miasta w czerwonym płaszczu rozdając czasem dzieciom pieniądze. Przy ołtarzu często usługiwał mu niejaki Aloys Kleyser, który prowadził noclegownię i tawernę na Grosse Freiheit, w pobliżu kościoła św. Józefa. Kardynał do pomocy miał gosposię i zakonnicę ze Zgromadzenia Sióstr Miłosierdzia; prawdopodobnie wymagał wówczas opieki zdrowotnej.
Kiedy papież Pius VII zawarł konkordat z Napoleonem, wezwał do powrotu wszystkich biskupów francuskich przebywających na wygnaniu. Kardynał Montmorency-Laval nie zdecydował się jednak na ten krok. Pozostał na emigracji zachowując aż do śmierci tytuł biskupa Metzu.
Zmarł 17 czerwca 1808 roku. Jego ciało zostało pochowane w krypcie kościoła św. Józefa.
Prawie sto lat później, w 1900 roku szczątki kardynała zostały przeniesione do Metzu i w dniu 4 lipca złożone w krypcie miejscowej katedry. Krypta pod kościołem św. Józefa w Altonie została zniszczona w czasie II wojny światowej w wyniku bombardowania.

### Zniszczenia wojenne i odbudowa
1 kwietnia 1938 roku na podstawie Ustawy o Wielkim Hamburgu z 26 stycznia 1937 Altona znalazła się w granicach Hamburga. 28 lipca 1944 roku w wyniku bombardowania kościół został niemal doszczętnie zniszczony. Jego wnętrze strawił pożar a sklepienia runęły. Pozostała jedynie fasada, jakkolwiek i ona mocno ucierpiała.
Odbudowa kościoła, pod kierunkiem Georga Wellhausena, miała miejsce w latach 1953–1955. Odrestaurowano wówczas fasadę i cały kościół dając jego wnętrzu nowoczesny wygląd. 11 grudnia 1955 biskup Johannes von Rudloff uroczyście konsekrował kościół. Na początku lat. 70 podjęto decyzję o rebarokizacji wnętrza mając na celu przywrócenie jego pierwotnego, paradnego stanu. Prace przeprowadzono w latach 1976–1978 pod nadzorem architekta Jörna Rau. Obecnie we wnętrzu dominuje wielki ołtarz główny, który razem z oboma ołtarzami bocznymi i delikatnymi kolorami ścian nawiązuje do pierwotnego wyglądu kościoła.

## Polska Misja Katolicka w Hamburgu
Przy kościele św. Józefa działa Polska Misja Katolicka. Została ona utworzona w roku 1976. Biskup ordynariusz diecezji Osnabrück, Helmut Wittler dekretem z dnia 4 sierpnia 1977 roku ustalił status prawny polskiej placówki w Hamburgu, erygując tzw. misję duszpasterską dla wiernych języka polskiego, zacieśniając jednocześnie jej terytorium do obszaru Hamburga, leżącego w obrębie diecezji Osnabrück (część prawobrzeżna Łaby).
Dekretem arcybiskupa Wernera Thissena, od dnia 1 sierpnia 2009 roku opiekę duszpasterską nad polskojęzycznymi katolikami w dekanacie Hamburg-Harburg sprawuje Polska Misja Katolicka w Hamburgu. Obecnie Misja obejmuje jurysdykcyjnie 5 dekanatów miasta Hamburga łącznie z miastem Norderstedt. Patronką Misji jest Matka Boża Częstochowska; jej odpust przypada 3 maja.
Misja prowadzi pracę duszpasterską wśród polskich emigrantów w Niemczech. Do podstawowej działalności duszpasterskiej należy sprawowanie sakramentów i przepowiadanie Słowa Bożego. Oprócz posługi duszpasterskiej misja prowadzi też tzw. duszpasterstwo ruchów i wspólnot wewnątrzkościelnych, działalność kulturalno-oświatową oraz charytatywno-społeczną i wydawniczą.